# Дискография Heart
Дискография американской хард-рок-группы Heart. Heart продали больше 53 миллионов альбомов по всему миру.

## Альбомы

### Студийные альбомы
| Год                                                | Информация об альбоме                                                                                   | Позиция в чартах | Позиция в чартах | Позиция в чартах | Позиция в чартах | Позиция в чартах | Позиция в чартах | Сертификация (объём продаж)                                                     |
| Год                                                | Информация об альбоме                                                                                   | US               | UK               | AUS              | AUT              | SWE              | NOR              | Сертификация (объём продаж)                                                     |
| -------------------------------------------------- | --- | ---------------- | ---------------- | ---------------- | ---------------- | ---------------- | ---------------- | ------------------------------------------------------------------------------- |
| 1976                                               | Dreamboat Annie - Первый студийный альбом - Дата выхода: 14 февраля 1976 года - Лейбл: Capitol/Mushroom | 7                | 36               | —                | —                | —                | —                | - US: Платиновый - CAN: 2× Платиновый - Продажи: 1,800,000                      |
| 1977                                               | Little Queen - Дата выхода: 14 мая 1977 года - Лейбл: Portrait                                          | 9                | 34               | —                | —                | 44               | —                | - US: 3× Платиновый - CAN: 2× Платиновый - Продажи: 4,000,000                   |
| 1978                                               | Magazine - Дата выхода: 22 апреля 1978 года - Лейбл: Capitol/Mushroom                                   | 17               | —                | —                | —                | —                | —                | - US: Платиновый - CAN: Платиновый - Продажи: 2,000,000                         |
| 1978                                               | Dog and Butterfly - Дата выхода: 7 октября 1978 года - Лейбл: Portrait/Epic                             | 17               | —                | —                | —                | —                | —                | - US: 2× Платиновый - CAN: Платиновый - Продажи: 3,500,000                      |
| 1980                                               | Bebe le Strange - Дата выхода: 14 февраля 1980 года - Лейбл: Epic                                       | 5                | —                | —                | —                | —                | —                | - US: Золотой - CAN: Платиновый - Продажи: 1,000,000                            |
| 1982                                               | Private Audition - Дата выхода: 5 июня 1982 года - Лейбл: Sony BMG                                      | 25               | 77               | —                | —                | —                | —                | - Продажи: 500,000                                                              |
| 1983                                               | Passionworks - Дата выхода: 20 августа 1983 года - Лейбл: Sony BMG/Epic                                 | 39               | —                | —                | —                | —                | —                | - Продажи: 400,000                                                              |
| 1985                                               | Heart - Дата выхода: 6 июля 1985 года - Лейбл: Capitol                                                  | 1                | 19               | —                | —                | 22               | —                | - US: 5× Платиновый - CAN: 6× Платиновый - UK: Серебряный - Продажи: 14,000,000 |
| 1987                                               | Bad Animals - Дата выхода: June 6, 1987 - Лейбл: Capitol                                                | 2                | 7                | —                | 30               | 5                | 4                | - US: 3× Платиновый - CAN: 4× Платиновый - UK: Платиновый - Продажи: 9,000,000  |
| 1990                                               | Brigade - Дата выхода: 25 марта 1990 года - Лейбл: Capitol                                              | 3                | 3                | 11               | —                | 2                | 7                | - US: 2× Платиновый - CAN: 5× Платиновый - UK: Золотой - Продажи: 7,000,000     |
| 1993                                               | Desire Walks On - Дата выхода: 16 ноября 1993 года - Лейбл: Capitol                                     | 48               | 32               | —                | —                | 24               | —                | - US: Золотой - CAN: Золотой - Продажи: 2,000,000                               |
| 2004                                               | Jupiters Darling - Дата выхода: 22 июня 2004 года - Лейбл: Sovereign                                    | 94               | 120              | —                | —                | —                | —                | - Продажи: 200,000                                                              |
| 2010                                               | Red Velvet Car - Дата выхода: 31 августа 2010 года - Лейбл: Sony Legacy                                 | 10               | 196              | —                | —                | —                | —                | - Продажи: 600,000                                                              |
| Значком "—" обозначены альбомы, не попавшие в чарт | |                  |                  |                  |                  |                  |                  |                                                                                 |

### Концертные альбомы
| 1980                                               | Greatest Hits Live - Первый концертный альбом, в который вошли хиты группы, записанные на различных концертах - Дата выхода: 29 ноября 1980 года - Лейбл: Sony BMG | 13  | 4  | - US: 2× Платиновый |
| 1991                                               | Rock the House! Live - Записан в туре в поддержку альбома Brigade - Дата выхода: 5 октября 1991 года - Лейбл: Capitol                                              | 107 | 58 |                     |
| 1995                                               | The Road Home - Дата выхода: 29 августа 1995 года - Лейбл: Capitol                                                                                                 | 87  | —  | - US: Золотой       |
| 2003                                               | Alive in Seattle - Дата выхода: 10 июня 2003 года - Лейбл: Capitol                                                                                                 | —   | —  | - US: Золотой       |
| 2007                                               | Dreamboat Annie Live - На альбом вошло полное исполнение дебютного альбома группы и различные хиты - Дата выхода: 23 октября 2007 года - Лейбл: Shout! Factory     | —   | —  |                     |
| Значком "—" обозначены альбомы, не попавшие в чарт | |     |    |                     |

### Сборники
| 1997                                               | These Dreams: Heart's Greatest Hits - Первый сборник - Дата выхода: 1997 - Лейбл: Capitol           | 131 | 33 | — |                  |
| 1998                                               | Greatest Hits - Дата выхода: 25 августа 1998 года - Лейбл: Epic/Legacy                              | —   | 6  | 3 | - UK: Серебряный |
| 2000                                               | Greatest Hits: 1985-1995 - Дата выхода: 27 июня 2000 года - Лейбл: Capitol                          | —   | —  | — | - US: Золотой    |
| 2001                                               | Heart Presents A Lovemongers' Christmas - Рождественский альбом - Дата выхода: 2001 - Лейбл: Beyond | —   | —  | — |                  |
| 2001                                               | Ballads: The Greatest Hits - Дата выхода: 2001 - Лейбл: Toshiba/EMI Japan                           | —   | —  | — |                  |
| 2002                                               | The Essential Heart - Дата выхода: 26 ноября 2002 года - Лейбл: Legacy                              | —   | —  | — | - US: Золотой    |
| 2006                                               | Love Songs - Дата выхода: 10 января 2006 года - Лейбл: Sony BMG                                     | —   | —  | — |                  |
| 2008                                               | Playlist: The Very Best of Heart - Дата выхода: 2008 - Лейбл: Legacy                                | —   | —  | — |                  |
| Значком "—" обозначены альбомы, не попавшие в чарт | |     |    |   |                  |

## Синглы
| Год                                                                                   | Название                                 | Позиция в чартах | Позиция в чартах | Позиция в чартах | Позиция в чартах | Позиция в чартах | Позиция в чартах | Альбом                   |
| Год                                                                                   | Название                                 | US               | US Main          | US AC            | UK               | CAN              | AUS              | Альбом                   |
| ------------------------------------------------------------------------------------- | ---------------------------------------- | ---------------- | ---------------- | ---------------- | ---------------- | ---------------- | ---------------- | ------------------------ |
| 1976                                                                                  | «Crazy on You»                           | 35               | —                | —                | —                | 25               | 70               | Dreamboat Annie          |
| 1976                                                                                  | «Magic Man»                              | 9                | —                | —                | —                | 26               | 6                | Dreamboat Annie          |
| 1976                                                                                  | «Dreamboat Annie»                        | 42               | —                | 17               | —                | 53               | —                | Dreamboat Annie          |
| 1977                                                                                  | «(Love Me Like Music) I'll Be Your Song» | —                | —                | —                | —                | —                | —                | Dreamboat Annie          |
| 1977                                                                                  | «Barracuda»                              | 11               | —                | —                | —                | 2                | 15               | Little Queen             |
| 1977                                                                                  | «Little Queen»                           | 62               | —                | —                | —                | 58               | —                | Little Queen             |
| 1977                                                                                  | «Kick It Out»                            | 79               | —                | —                | —                | 67               | —                | Little Queen             |
| 1977                                                                                  | «Love Alive»                             | —                | —                | —                | —                | —                | —                | Little Queen             |
| 1978                                                                                  | «Crazy on You» (переиздание)             | 62               | —                | —                | —                | 68               | —                | Dreamboat Annie          |
| 1978                                                                                  | «Heartless»                              | 24               | —                | —                | —                | 18               | —                | Magazine                 |
| 1978                                                                                  | «Straight On»                            | 15               | —                | —                | —                | 14               | —                | Dog & Butterfly          |
| 1979                                                                                  | «Dog & Butterfly»                        | 34               | —                | 33               | —                | 51               | —                | Dog & Butterfly          |
| 1979                                                                                  | «Magazine»                               | —                | —                | —                | —                | —                | —                | Magazine                 |
| 1979                                                                                  | «Without You»                            | —                | —                | —                | —                | —                | —                | Magazine                 |
| 1980                                                                                  | «Even It Up»                             | 33               | —                | —                | —                | 56               | —                | Bebe le Strange          |
| 1980                                                                                  | «Bebe le Strange»                        | 109              | —                | —                | —                | —                | —                | Bebe le Strange          |
| 1980                                                                                  | «Break»                                  | —                | —                | —                | —                | —                | —                | Bebe le Strange          |
| 1980                                                                                  | «Raised on You»                          | —                | —                | —                | —                | —                | —                | Bebe le Strange          |
| 1980                                                                                  | «Sweet Darlin'»                          | —                | —                | —                | —                | —                | —                | Bebe le Strange          |
| 1980                                                                                  | «Tell It Like It Is»                     | 8                | —                | 43               | —                | 4                | —                | Greatest Hits Live       |
| 1981                                                                                  | «Unchained Melody»                       | 83               | —                | —                | —                | —                | —                | Greatest Hits Live       |
| 1982                                                                                  | «This Man Is Mine»                       | 33               | 16               | —                | —                | —                | —                | Private Audition         |
| 1982                                                                                  | «City's Burning»                         | —                | 15               | —                | —                | —                | —                | Private Audition         |
| 1982                                                                                  | «Bright Light Girl»                      | —                | —                | —                | —                | —                | —                | Private Audition         |
| 1983                                                                                  | «The Situation»                          | —                | —                | —                | —                | —                | —                | Private Audition         |
| 1983                                                                                  | «How Can I Refuse»                       | 44               | 1                | —                | —                | —                | —                | Passionworks             |
| 1983                                                                                  | «Sleep Alone»                            | —                | 43               | —                | —                | —                | —                | Passionworks             |
| 1983                                                                                  | «Allies»                                 | 83               | —                | —                | —                | —                | —                | Passionworks             |
| 1984                                                                                  | «The Heat»                               | —                | 40               | —                | —                | —                | —                | Up the Creek (саундтрек) |
| 1985                                                                                  | «What About Love»                        | 10               | 3                | —                | —                | 8                | 28               | Heart                    |
| 1985                                                                                  | «Never»                                  | 4                | 2                | —                | —                | 13               | 48               | Heart                    |
| 1986                                                                                  | «These Dreams»                           | 1                | 2                | 1                | 62               | 6                | 27               | Heart                    |
| 1986                                                                                  | «Nothin' at All»                         | 10               | 6                | 40               | 76               | 29               | 87               | Heart                    |
| 1986                                                                                  | «If Looks Could Kill»                    | 54               | —                | —                | —                | —                | —                | Heart                    |
| 1987                                                                                  | «Alone»                                  | 1                | 3                | 2                | 3                | 1                | 6                | Bad Animals              |
| 1987                                                                                  | «Who Will You Run To»                    | 7                | 2                | —                | 30               | 19               | 62               | Bad Animals              |
| 1987                                                                                  | «There's the Girl»                       | 12               | 16               | —                | 34               | 31               | —                | Bad Animals              |
| 1988                                                                                  | «I Want You So Bad»                      | 49               | —                | —                | —                | 88               | —                | Bad Animals              |
| 1988                                                                                  | «Wait for an Answer»                     | —                | —                | —                | —                | —                | —                | Bad Animals              |
| 1988                                                                                  | «Never» / «These Dreams»                 | —                | —                | —                | 8                | —                | —                | Heart                    |
| 1988                                                                                  | «What About Love»                        | —                | —                | —                | 14               | —                | —                | Heart                    |
| 1988                                                                                  | «Nothin' at All»                         | —                | —                | —                | 38               | —                | —                | Heart                    |
| 1990                                                                                  | «All I Wanna Do Is Make Love to You»     | 2                | 2                | 6                | 8                | 1                | 1                | Brigade                  |
| 1990                                                                                  | «Wild Child»                             | —                | 3                | —                | —                | —                | —                | Brigade                  |
| 1990                                                                                  | «Tall, Dark, Handsome Stranger»          | —                | 24               | —                | —                | —                | —                | Brigade                  |
| 1990                                                                                  | «I Didn't Want to Need You»              | 23               | 13               | —                | 47               | 14               | —                | Brigade                  |
| 1990                                                                                  | «Stranded»                               | 13               | 25               | 8                | 60               | 2                | -                | Brigade                  |
| 1991                                                                                  | «Secret»                                 | 64               | —                | —                | 79               | 30               | —                | Brigade                  |
| 1991                                                                                  | «You're the Voice»                       | —                | 20               | —                | 56               | 65               | —                | Rock the House! Live     |
| 1993                                                                                  | «Black on Black II»                      | —                | 4                | —                | —                | 59               | —                | Desire Walks On          |
| 1993                                                                                  | «Will You Be There (In the Morning)»     | 39               | —                | 15               | 19               | 8                | 24               | Desire Walks On          |
| 1994                                                                                  | «Back to Avalon»                         | —                | —                | —                | —                | 60               | —                | Desire Walks On          |
| 1994                                                                                  | «The Woman in Me»                        | 105              | —                | 24               | —                | 13               | —                | Desire Walks On          |
| 1995                                                                                  | «Alone»                                  | —                | —                | —                | —                | —                | —                | The Road Home            |
| 1995                                                                                  | «The Road Home»                          | —                | —                | —                | —                | 47               | —                | The Road Home            |
| 1998                                                                                  | «Strong, Strong Wind»                    | —                | —                | —                | —                | —                | —                | Greatest Hits            |
| 2004                                                                                  | «The Perfect Goodbye»                    | —                | —                | —                | —                | —                | —                | Jupiter's Darling        |
| 2004                                                                                  | «Oldest Story in the World»              | —                | 22               | —                | —                | —                | —                | Jupiter's Darling        |
| 2004                                                                                  | «Make Me»                                | —                | —                | —                | —                | —                | —                | Jupiter's Darling        |
| 2010                                                                                  | «Hey You»                                | —                | —                | 26               | —                | —                | —                | Red Velvet Car           |
| 2010                                                                                  | «WTF»                                    | —                | —                | —                | —                | —                | —                | Red Velvet Car           |
| Значком "—" обозначены альбомы, не попавшие в чарт или не выпускавшиеся в этой стране |                                          |                  |                  |                  |                  |                  |                  |                          |

## Видеоклипы
- 1977: Love Alive
- 1977: Little Queen
- 1980: Even It Up
- 1980: Break
- 1980: Tell It Like It Is
- 1982: City's Burning
- 1983: How Can I Refuse
- 1985: What About Love
- 1985: Never
- 1986: These Dreams
- 1986: Nothin' at All
- 1987: Alone
- 1987: Who Will You Run To
- 1988: There's the Girl
- 1990: All I Wanna Do Is Make Love to You
- 1990: I Didn't Want to Need You
- 1990: Stranded
- 1991: You're the Voice
- 1993: Will You Be There (In the Morning)
- 2004: The Oldest Story in the World
- 2010: Crazy on You
- 2010: Safronia's Mark
- 2010: Hey You
- 2010: WTF